# Порторико на Светском првенству у атлетици у дворани 2014.
Порторико је учествовао на Светском првенству у атлетици у дворани 2014. одржаном у Сопоту од 7. до 9. марта дванаести пут. Репрезентацију Порторика представљао је један атлетичар, који се такмичио у трци на 60 метара препоне.,
На овом првенству такмичар Порторико није освојио ниједну медаљу нити је остварио неки резултат.

## Учесници
Мушкарци:
- Хектор Кото — 60 м препоне

## Резултати

### Мушкарци
| Атлетичар   | Дисциплина   | Лични рекорд | Квалификација | Квалификација | Полуфинале           | Полуфинале           | Финале               | Финале      | Детаљи |
| Атлетичар   | Дисциплина   | Лични рекорд | Резултат      | Место         | Резултат             | Место                | Резултат             | Место       | Детаљи |
| ----------- | ------------ | ------------ | ------------- | ------------- | -------------------- | -------------------- | -------------------- | ----------- | ------ |
| Хектор Кото | 60 м препоне | 7,71 НР      | 7,94          | 7. у гр. 3    | Није се квалификовао | Није се квалификовао | Није се квалификовао | 25 / 29(31) |        |